# Чартер (право)
Ча́ртер — договір між судновласником і фрахтувальником на оренду судна або його частини на певний рейс або термін. 

Поняття фрахтування судна ділиться на фрахтування на рейс (рейсовий чартер), фрахтування на час (тайм-чартер) — який в свою чергу є договором майнового найму судна, та судна без екіпажу (бербоут-чартер).

## Форми чартерів
Форми чартерів встановлюються різними транспортними статутами та кодексами.

В даний час відомо більше 400 стандартних форм чартерів (проформ) розроблених під егідою Англійської палати судноплавства і БІМКО.

Існують проформи чартерів, призначені для перевезення вугілля, коксу, зерна, рису, солі, фруктів, добрив та ін.

Перевезення вантажів, для яких немає спеціальних проформ, здійснюються на базі чартеру «Дженкон».

## Структура чартеру
З точки зору структури, всі умови чартеру діляться на постійні та змінні. На постійні умови припадає переважна частина всього змісту чартеру, вони складають його незмінну сутність. Змінні умови, навпаки, змінюються від угоди до угоди.

Зазвичай всі змінні умови чартеру, починаючи від найменування судновласника і фрахтувальника і закінчуючи підписами сторін, виносяться у вигляді блок-клітин на окремому аркуші і утворюють частину «А» чартеру.

Постійні умови також викладаються на окремому аркуші суцільним блоком, утворюючи частину «Б». Вони належним чином ув'язані з відповідними змінними умовами частини «А».

## Основні умови чартеру
Коло умов, що містяться в чартері, дуже широке. Можна виділити наступні найважливіші умови чартеру:

- Субститут (англ. substitute) — право судновласника замінити поіменоване судно іншим;
- Мореплавство (англ. seaworthiness). Дана умова означає, що судно має бути водонепроникним, надійним і міцним і у всіх відносинах спорядженим для даного рейсу;
- Безпечний порт (англ. SafePort). Дана умова означає, що в тих випадках, коли в чартері не позначений порт або порти, робиться застереження, що порт повинен бути безпечним;
- Завжди на плаву (англ. always afloat). Судно ні за яких умов не повинно здійснювати вантажні операції, якщо під кілем немає достатнього запасу води;
- Сталійний час (англ. laytime) — час, що відводиться на вантажні операції;
- Демередж (англ. demurrage) — плата за простій. За простій судна понад норму судновласнику відшкодовуються витрати на утримання судна під час стоянки;
- Контрсталійний час (англ. detention) — час, що перевищує сталійний час. В випадку, якщо фрахтувальник тримає судно в простої довше встановленого в чартері терміну (зазвичай це діб 5-10), на нього лягає обов'язок відшкодувати судновласникові не тільки витрати на утримання судна, але і збитки, які можуть виникнути через можливі затримки.
- Диспач (англ. dispatch) — компенсація зусиль фрахтувальника за закінчення завантаження вантажу до закінчення сталійного часу;
- Канцеллінг (англ. cancelling) — право фрахтувальника розірвати договір морського перевезення, якщо судно не прийшло в порт навантаження до встановленого терміну.
- Повідомлення про готовність судна (англ. notice of readiness). Дана умова означає, що прибувши в призначений порт, капітан повинен заявити про готовність судна до вантажних операцій.
- Припинення відповідальності (англ. cesser clause). Дане застереження звільняє фрахтувальника від відповідальності з того моменту, коли судно завантажено.

## Види чартерів
- Бербоут-чартер
- Тайм-чартер